# Letsie III de Lesoto
Letsie III de Lesoto (David Mohato Bereng Seeiso; Morija, 17 de julio de 1963) es el actual rey de Lesoto desde el 7 de febrero de 1996, título por el que ostenta la jefatura del Estado y el mando supremo de la Fuerza de Defensa. Previamente reinó entre 1990 y 1995 cuando su padre, Moshoeshoe II estuvo en el exilio, y finalmente fue reinstalado en el cargo a inicios de 1996 cuando este falleció.

## Primeros años y educación
Nació el 17 de julio de 1963 en el Scott Hospital de Morija, como el primogénito del VII Jefe Supremo de Basutolandia, Moshoeshoe II y de su consorte, Mamohato. Tiene un hermano, el príncipe Seeiso de Lesoto y una hermana ya fallecida princesa Constance Christina 'Maseeiso.
Sus primeros años de educación tuvieron lugar en la Escuela "Iketsetseng" de Maseru, desde 1968 hasta 1972, donde finalizó el nivel Estándar V de esta enseñanza. En 1973, continuó sus estudios en "Gilling Castle", una escuela católica dirigida por el Clero de la Orden de San Benito en Yorkshire, Inglaterra, completando su educación primaria en 1976. Entre 1977 y 1980 asistió a Ampleforth College, alma mater de su padre, y en donde completó sus estudios secundarios y de bachillerato.
En 1980, prosiguió sus estudios en la Universidad Nacional de Lesoto de la cual obtuvo un grado en derecho en 1984. En 1986 obtuvo un Diplomado en Estudios Jurídicos Ingleses por la Universidad de Brístol, y en 1989 realizó un curso en Estudios de Desarrollo en la Universidad de Cambridge. Al mismo tiempo se matriculó en el Wye College de la Universidad de Londres, donde estudió Economía Agrícola.
Letsie III profesa el catolicismo, siendo el único monarca católico de una nación africana. En 2013 fue investido con la Sagrada Orden Militar Constantiniana de San Jorge.
Entre sus aficiones se encuentran deportes como la equitación, squash, tenis y rugby, además de la música; especialmente la clásica y tradicional.

## Labores institucionales
Fue instalado como Jefe Principal de Matsieng el 16 de diciembre de 1989.
Letsie tiene muy poco poder político, y la mayoría de su labores son ceremoniales.
A su coronación en el estadio Setsoto asistió el príncipe Carlos de Gales.
El rey Letsie III fue nombrado en Roma, el 1 de diciembre de 2016, nuevo embajador especial de la FAO para la Nutrición por el director general de la Organización, José Graziano da Silva.

## Matrimonio y descendencia
Letsie III contrajo matrimonio con Karabo Mots'oeneng el 18 de febrero de 2000 en el Estadio Setsoto de Maseru ante la presencia de aproximadamente 40 mil personas, incluidos dignatarios como Nelson Mandela, Festus Mogae, Bakili Muluzi y Carlos de Gales. La ceremonia fue oficiada por el Arzobispo católico Bernard Mohlalisi, significó la primera vez en la historia moderna del país en que un miembro de la realeza contraía matrimonio con un plebeyo. El matrimonio tiene dos hijas y un hijoː
- Su Alteza Real la Princesa Senate Mary Mohato Seeiso, nacida el 9 de octubre de 2001.
- Su Alteza Real la Princesa 'Maseeiso Mohato Seeiso,[10][11] nacida el 20 de noviembre de 2004.
- Su Alteza Real el Príncipe Lerotholi David Mohato Bereng Seeiso, nacido el 19 de abril de 2007.

## Patronazgos
- Premio Príncipe Mohato (Khau ea Khosana Mohato).

## Distinciones honoríficas

### Distinciones honoríficas lesotenses
- Soberano Gran Maestre de la Dignísima Orden de Moshoeshoe (Orden de la Dignidad).[2]
- Soberano Gran Maestre de la Cortesísima Orden de Lesoto.[2]
- Soberano Gran Maestre de la Meritísima Orden de Mohlomi (Orden del Logro).[12]
- Soberano Gran Maestre de la Lealísima Orden de Ramatseatsane (Orden del Servicio Distinguido).[12]
- Soberano Gran Maestre de la Galantísima Orden de Makoanyane (Orden de la Valentía).[12]
- Medalla al Servicio Destacado.[2]

### Distinciones honoríficas extranjeras
- Bailío Gran Cruz de Justicia de la Sagrada Orden Militar Constantiniana de San Jorge (08/10/2013).[13]

## Ancestros
|  |                                                      |  |  |  |  |  |  |  |  |  |  |  |  |  |  |  |
|  | 16. Letsie II, Jefe Supremo de Basutolandia          |  |  |  |  |  |  |  |  |  |  |  |  |  |  |  |
|  |                                                      |  |  |  |  |  |  |  |  |  |  |  |  |  |  |  |
|  |                                                      |  |  |  |  |  |  |  |  |  |  |  |  |  |  |  |
|  | 8. Nathaniel Lerotholi, Jefe Supremo de Basutolandia |  |  |  |  |  |  |  |  |  |  |  |  |  |  |  |
|  |                                                      |  |  |  |  |  |  |  |  |  |  |  |  |  |  |  |
|  |                                                      |  |  |  |  |  |  |  |  |  |  |  |  |  |  |  |
|  | 17. Maneella 'Maletsabisa                            |  |  |  |  |  |  |  |  |  |  |  |  |  |  |  |
|  |                                                      |  |  |  |  |  |  |  |  |  |  |  |  |  |  |  |
|  |                                                      |  |  |  |  |  |  |  |  |  |  |  |  |  |  |  |
|  | 4. Simon Seeiso, Jefe Supremo de Basutolandia        |  |  |  |  |  |  |  |  |  |  |  |  |  |  |  |
|  |                                                      |  |  |  |  |  |  |  |  |  |  |  |  |  |  |  |
|  |                                                      |  |  |  |  |  |  |  |  |  |  |  |  |  |  |  |
|  | 18. Nkuebe Letsie, Jefe                              |  |  |  |  |  |  |  |  |  |  |  |  |  |  |  |
|  |                                                      |  |  |  |  |  |  |  |  |  |  |  |  |  |  |  |
|  |                                                      |  |  |  |  |  |  |  |  |  |  |  |  |  |  |  |
|  | 9. Sebueng                                           |  |  |  |  |  |  |  |  |  |  |  |  |  |  |  |
|  |                                                      |  |  |  |  |  |  |  |  |  |  |  |  |  |  |  |
|  |                                                      |  |  |  |  |  |  |  |  |  |  |  |  |  |  |  |
|  | 2. Rey Moshoeshoe II de Lesoto                       |  |  |  |  |  |  |  |  |  |  |  |  |  |  |  |
|  |                                                      |  |  |  |  |  |  |  |  |  |  |  |  |  |  |  |
|  |                                                      |  |  |  |  |  |  |  |  |  |  |  |  |  |  |  |
|  | 5. 'Mabereng                                         |  |  |  |  |  |  |  |  |  |  |  |  |  |  |  |
|  |                                                      |  |  |  |  |  |  |  |  |  |  |  |  |  |  |  |
|  |                                                      |  |  |  |  |  |  |  |  |  |  |  |  |  |  |  |
|  | 1. Rey Letsie III de Lesoto                          |  |  |  |  |  |  |  |  |  |  |  |  |  |  |  |
|  |                                                      |  |  |  |  |  |  |  |  |  |  |  |  |  |  |  |
|  |                                                      |  |  |  |  |  |  |  |  |  |  |  |  |  |  |  |
|  | 24. Letsie I, Jefe Supremo de Basutolandia           |  |  |  |  |  |  |  |  |  |  |  |  |  |  |  |
|  |                                                      |  |  |  |  |  |  |  |  |  |  |  |  |  |  |  |
|  |                                                      |  |  |  |  |  |  |  |  |  |  |  |  |  |  |  |
|  | 12. Mojela Letsie, Jefe de Tsakholo                  |  |  |  |  |  |  |  |  |  |  |  |  |  |  |  |
|  |                                                      |  |  |  |  |  |  |  |  |  |  |  |  |  |  |  |
|  |                                                      |  |  |  |  |  |  |  |  |  |  |  |  |  |  |  |
|  | 6. Lerotholi Mojela, Jefe de Tsakholo                |  |  |  |  |  |  |  |  |  |  |  |  |  |  |  |
|  |                                                      |  |  |  |  |  |  |  |  |  |  |  |  |  |  |  |
|  |                                                      |  |  |  |  |  |  |  |  |  |  |  |  |  |  |  |
|  | 3. Princesa Tabitha 'Masentle Lerotholi Mojela       |  |  |  |  |  |  |  |  |  |  |  |  |  |  |  |
|  |                                                      |  |  |  |  |  |  |  |  |  |  |  |  |  |  |  |
|  |                                                      |  |  |  |  |  |  |  |  |  |  |  |  |  |  |  |